# Чинеєво
Чине́єво (рос. Чинеево) — село у складі Юргамиського району Курганської області, Росія. Адміністративний центр Чинеєвської сільської ради.
Населення — 365 осіб (2010, 467 у 2002).